# Флаг Путраджаи
Флаг Путраджая — официальный символ малайзийской федеральной территории Путраджая.

## Символика

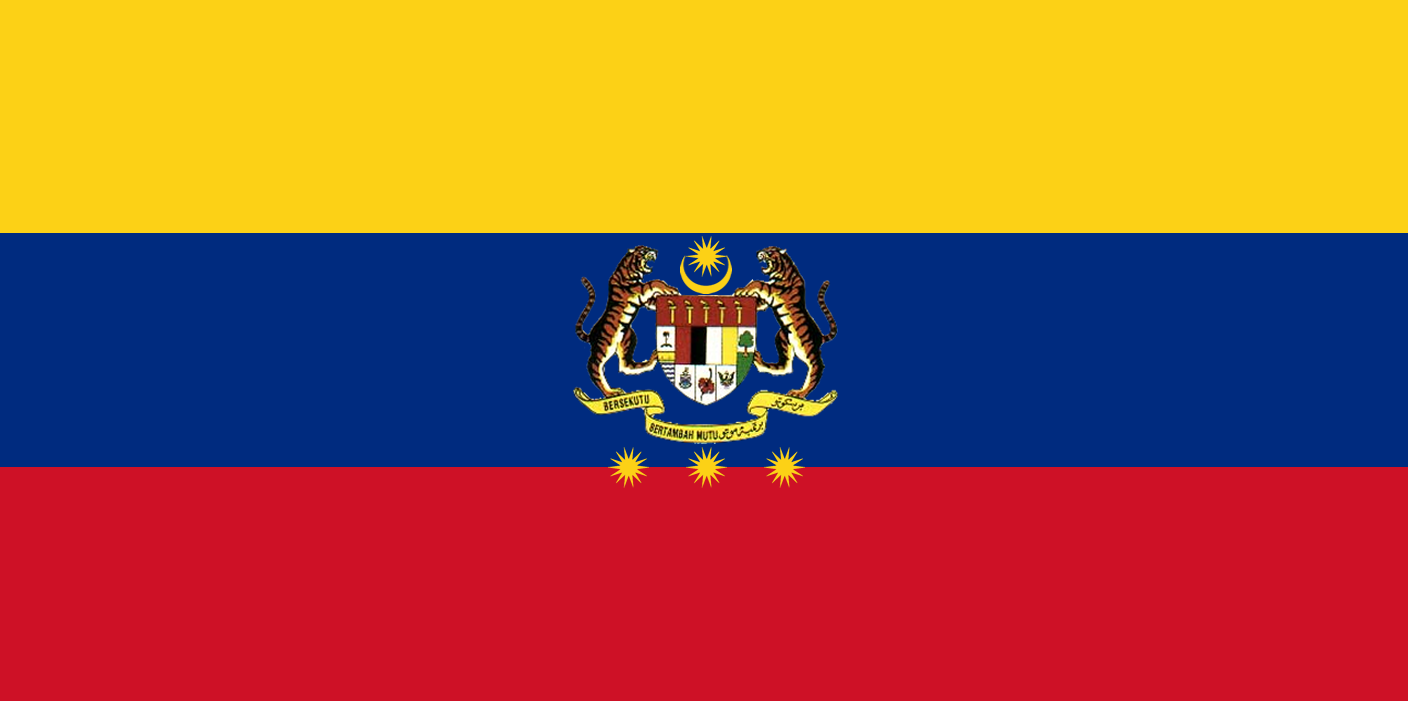
Флаг федеральных территорий

Синий цвет символизирует народ Малайзии, а жёлтый означает власть.